# Strada provinciale 46 Castelmaggiore-Granarolo
La strada provinciale 46 Castelmaggiore-Granarolo è una strada provinciale italiana della città metropolitana di Bologna.

## Percorso
A Castel Maggiore si stacca dalla SP 4, quindi si dirige ad est incontrando la SP 45 e la frazione di Sabbiuno di Piano. Per un breve tratto viene interrotta dalla SS 64, dopodiché passa nel comune di Granarolo dell'Emilia. In questo paese la provinciale si conclude congiungendosi alla SP 5.